# Luisa Miller
A Luisa Miller Giuseppe Verdi egyik háromfelvonásos operája. Szövegkönyvét Salvadore Cammarano írta Schiller Kabale und Liebe (Ármány és szerelem) című színműve alapján. Ősbemutatójára 1849. december 8-án került sor a nápolyi San Carlo operaházban. Magyarországon 1851. május 30-án mutatták be először a Nemzeti Színházban.

## Szereplők
| Szereplő                                                      | Hangfekvés   |
| ------------------------------------------------------------- | ------------ |
| Von Walter gróf                                               | basszus      |
| Rodolfo, a fia                                                | tenor        |
| Federica, Ostheim hercegnő, Walter unokahúga                  | alt          |
| Wurm, a gróf titkára                                          | basszus      |
| Miller, nyugdíjas katona                                      | bariton      |
| Luisa, a lánya                                                | szoprán      |
| Laura, parasztasszony                                         | mezzoszoprán |
| Federica udvarhölgyei, apródok, szolgálók, testőrök, falusiak |              |

## Cselekmény
Helyszín: Tirol
Idő: a 18. század első fele

### Első felvonás
Első kép
Bajor falu, Millerék háza előtt
A Luisa születésnapjára érkezők között ott van szerelme, Rodolfo is. A kastély gondnoka is pályázik a leány kezére, de elutasításra talál. Hogy Rodolfót kiüsse a nyeregből, az öreg Millernek elmondja: Rodolfo voltaképpen a gróf fia.
Második kép
Terem Walter kastélyában
Wurm beszámol Walternak Rodolfo szerelméről. Hogy a rangon aluli házasságot megakadályozza, a gróf kiszemeli menyasszonynak Federica hercegnőt. Rodolfo feltárja a hercegnőnek Luisa iránt érzett szerelmét, de az nem mutat semmiféle megértést, csak féltékenységet.
Harmadik kép
Millerék háza
Az öreg Miller felvilágosítja lányát Rodolfo valódi kilétéről és a küszöbön álló házasságáról. Rodolfo azonban szerelméről biztosítja. Mindketten kérik az öreg Miller beleegyezését a házasságba. A fia után kémkedő gróf megsérti Millert és lányát, megfenyegeti, hogy tömlöcbe záratja őket. Rodolfo közbelép és megfenyegeti apját, leleplezi sötét üzelmeit, melyek segítségével hozzájutott a grófi címhez.

### Második felvonás
Első kép
Miller háza
A gróf mégis börtönbe záratta az öreg Millert. Wurm ismer egy módszer, amellyel Luisa megmentheti apját: legnagyobb titoktartás mellett levelet kell írnia, melyben elismeri, hogy egyedül őt, Wurmot szereti. A kétségbeesett lány beleegyezik.
Második kép
Helyiség a kastélyban
A gróf aggódik, hogy fia ismeri múltjának féltve őrzött titkait. A titkot szerinte csak akkor tudja megőrizni, ha Rodolfo végleg lemond Luisáról. E célból a leánynak a kizsarolt vallomást, hogy tudniillik csak a gróf titkárát szereti, meg kell ismételnie Ostheim hercegnő előtt.
Harmadik kép
A kastély kertje
Wurm Rodolfo kezébe nyomja Luisa levelét. A kétségbeesett Rodolfo párbajra hívja ki, de Wurm ezt sikeresen elkerüli. Walter, atyai barátságot színlelve, látszólag beleegyezik a Luisával kötendő házasságába. Amikor azonban Rodolfo bevallja neki Luisa árulását, az apa nagyvonalúan felajánlja a hercegnővel való házasságot, mint ellenárulást.

### Harmadik felvonás
Miller háza
Luisa meg akarja írni levélben Rodolfónak a zsarolást, de a börtönből nemrég szabadult Miller szabadságát féltve lebeszéli róla. Elhatározzák, hogy idegen országba mennek. Míg Luisa búcsúimájába mélyed, Rodolfo észrevétlenül belopakodik szobájába és mérget önt csészéjébe, amelyből aztán mindketten isznak. A halál küszöbén Luisa bevallja az igazságot és így a szerelmesek megbékélten halnak meg. Utolsó erejével Rodolfo leszúrja az éppen betoppanó Wurmot.

## Híres részletek
- Ah fu giusto il mio sospetto - Miller áriája (első felvonás)
- Lo vidi e'l primo palpito - Luisa áriája (első felvonás)
- Sacra la scelta è d'un consorte - Miller áriája (első felvonás)
- Il mio sangue la vita darei - Walter áriája (első felvonás)
- A brani, a brani, o perfido - Luisa áriája (második felvonás)
- Tu puniscimi, O Signore - Luisa áriája (második felvonás)
- Quando le sere al placido - Rodolfo áriája (második felvonás)
- L'ara o l'avella apprestami - Rodolfo cabalettája (az előző áriához, második felvonás)

## Diszkográfia
Luciano Pavarotti (Rodolfo), Gilda Cruz Romo (Luisa), Raffael Arié (Walter), Matteo Manuguerra (Miller) stb.; a Rai Torinói Ének- és Zenekara, vez.: Peter Maag (Torino, 1974. dec. 6., élő felvétel) Arts 43088-2